# Balanus rostratus
Balanus rostratus är en kräftdjursart som beskrevs av Hoek 1883. Balanus rostratus ingår i släktet Balanus och familjen havstulpaner. Utöver nominatformen finns också underarten B. r. alaskensis.